# Bridge Creek (Wisconsin)
Bridge Creek – miasto w Stanach Zjednoczonych, w stanie Wisconsin, w hrabstwie Eau Claire.